# Шемётас, Даугирдас
Даугирдас Шемётас (лит. Daugirdas Šemiotas; род. 20 мая 1983, Каунас) — литовский боксёр, представитель полутяжёлой весовой категории. Выступал за национальную сборную Литвы по боксу в 1998—2012 годах, бронзовый призёр чемпионата мира, победитель и призёр многих турниров международного значения, участник летних Олимпийских игр в Пекине.

## Биография
Даугирдас Шемётас родился 20 мая 1983 года в Каунасе, Литовская ССР.
Впервые заявил о себе в боксе на международной арене в сезоне 1998 года, выступив на кадетском чемпионате Европы в Юрмале.
В 2000 году дошёл до четвертьфинала на юниорском чемпионате мира в Будапеште.
В 2001 году одержал победу на турнире Альгирдаса Шоцикаса в Каунасе, выиграл юношеский Кубок Бранденбурга во Франкфурте-на-Одере, стал серебряным призёром на чемпионате Европы среди юниоров в Сараево.
Начиная с 2003 года боксировал на взрослом уровне в основном составе литовской национальной сборной, в частности в этом сезоне выиграл серебряные медали на Гран-при Олайне в Риге и на Мемориале Карла Лемана в Таллине, выступил на чемпионате мира в Бангкоке, проиграв в 1/16 финала средней весовой категории представителю Болгарии Дмитрию Усагину.
Пытался пройти отбор на Олимпийские игры 2004 года в Афинах, однако на квалификационном турнире «Странджа» в Пловдиве дошёл только до стадии полуфиналов, потерпев поражение от итальянца Клементе Руссо.
В 2005 году в полутяжёлом весе взял бронзу на Мемориале Феликса Штамма в Варшаве, тогда как на мировом первенстве в Мяньяне остановился на стадии четвертьфиналов.
В 2006 году одержал победу на чемпионате Литвы в Шяуляе и на турнире Альгирдаса Шоцикаса в Каунасе, боксировал на чемпионате Европы в Пловдиве.
В 2007 году вновь был лучшим в зачёте литовского национального первенства, получил бронзу на международном турнире в Минске и на Гран-при Остравы в Чехии, завоевал бронзовую награду на чемпионате мира в Чикаго — в четвертьфинале прошёл египтянина Рамадана Яссера, но из-за травмы не смог выйти на полуфинальный бой с россиянином Артуром Бетербиевым.
В 2008 году защитил звание чемпиона Литвы в полутяжёлом весе. Помимо этого, выиграл Мемориал Иштвана Бочкаи в Дебрецене и турнир Альгирдаса Шоцикаса в Каунасе, участвовал в европейском первенстве в Ливерпуле. Благодаря череде удачных выступлений удостоился права защищать честь страны на летних Олимпийских играх в Пекине, однако уже в стартовом поединке категории до 81 кг со счётом 3:11 потерпел поражение от казаха Еркебулана Шыналиева и сразу же выбыл из борьбы за медали.
После пекинской Олимпиады Шемётас остался в составе боксёрской команды Литвы на ещё один олимпийский цикл и продолжил принимать участие в крупнейших международных турнирах. Так, в 2009 году он в очередной раз выиграл литовское национальное первенство в полутяжёлом весе, победил на турнире Gee-Bee в Хельсинки, стал серебряным призёром на турнире Альгирдаса Шоцикаса в Каунасе, боксировал на мировом первенстве в Милане.
В 2010 году был лучшим на чемпионате Литвы, на турнире Альгирдаса Шоцикаса в Каунасе, на турнире «Янтарные перчатки» в Калининграде, выступил на чемпионате Европы в Москве.
В 2011 году снова победил в зачёте литовского национального первенства, участвовал в чемпионате мира в Баку — здесь в 1/16 финала его остановил китаец Мэн Фаньлун.
В 2012 году предпринял попытку пройти отбор на Олимпийские игры в Лондоне, но на европейском олимпийском квалификационном турнире в Самсуне выступил неудачно и на том принял решение завершить спортивную карьеру.